# She Hates Me
She Hates Me is een nummer van de Amerikaanse band Puddle of Mudd uit 2002. Het is de vierde en laatste single van hun tweede studioalbum Come Clean.
Puddle of Mudd-bandlid Jimmy Allen schreef het nummer om de woede van zijn ex-vriendin te reflecteren. Het nummer werd in een aantal landen een hit. In de Amerikaanse Billboard Hot 100 haalde het de 13e positie. In de Nederlandse Top 40 had het nummer met een 38e positie niet veel succes. In de Vlaamse Ultratop 50 deed het nummer het iets beter met een bescheiden 25e positie.